# Mechagouyt
Mechagouyt (arménien : Մշակույթ, littéralement « Culture ») est une revue littéraire en langue arménienne fondée en juin 1935 à Paris par les poètes et écrivains franco-arméniens Kégham Atmadjian et Bedros Zaroyan. Sa publication cesse en juillet 1937 après 10 numéros.

## Historique

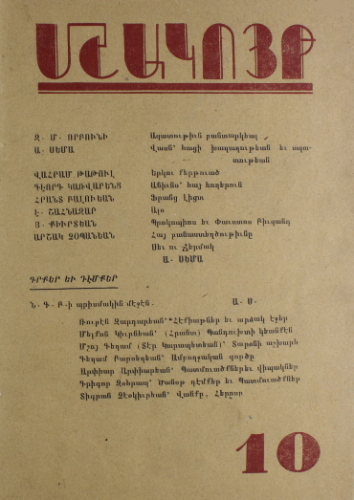
Couverture du n° 10, dernier numéro de Mechagouyt.

Mechagouyt est fondée en juin 1935 à Paris par les poètes et écrivains franco-arméniens Kégham Atmadjian, alias Séma, et Bedros Zaroyan.
Conçue au départ comme un mensuel, cette périodicité n'est cependant pas respectée.
À partir du n° 3, Séma devient le seul rédacteur en chef et, à partir du n° 5, Bedros Zaroyan quitte la revue, sa signature n'apparaissant plus, laissant Séma porter le projet presque seul.
De nombreux écrivains signent des textes dans la revue, notamment des auteurs issus de Menk comme Vasken Chouchanian, Archam Daderian, Zareh Vorpouni ou encore Puzant Topalian, mais aussi le directeur de la revue Zvartnots, Hrant Palouyan. À partir du n° 7 et notamment après le départ du plus radical Zaroyan, d'autres auteurs plus « conservateurs » participent, comme Vahram Tatoul et Kévork Garvarentz (1892-1946, père du compositeur Georges Garvarentz).
Mechagouyt publie des poèmes, nouvelles, des notes et articles sur des écrivains du temps (comme André Gide), des traductions en arménien de Baudelaire, Rudyard Kipling, Bertolt Brecht, Ramón Gómez de la Serna ou encore Anna Seghers, etc.
L'objectif de ces jeunes auteurs est de se construire, se revendiquer en tant que génération, notamment contre des écrivains arméniens installés et perçus comme « passéistes » comme Hagop Oshagan, Chavarch Nartouni ou Meguerditch Barsamian. La ligne éditoriale de Mechagouyt se réclame de gauche, étant engagée du côté des ouvriers et de l'antifascisme. Cependant, ce n'est pas une publication communiste comme le Zangou de Missak Manouchian, Séma refusant de faire de sa revue un organe de propagande. Lors des purges staliniennes qui débutent à partir de 1936, la revue exprime sa « solidarité morale » avec les écrivains arméniens emprisonnés à Erevan tout en refusant de s'en prendre au régime soviétique.
Sa publication cesse en juillet 1937 après 10 numéros du fait de difficultés matérielles. Zareh Vorpouni et Bedros Zaroyan lancent peu après, en octobre 1938, une nouvelle revue mensuelle, Loussapats (Լուսաբաց), littéralement « Aube » (qui connaît 4 numéros jusqu'en mars 1939), dans laquelle on retrouve quasiment les mêmes auteurs que dans Mechagouyt.

## Liste des numéros[7]
- n° 1, juin 1935, [lire en ligne] ;
- n° 2, juillet 1935, [lire en ligne] ;
- n° 3-4, 1935, [lire en ligne] ;
- n° 5-6, 1936, [lire en ligne] ;
- n° 7, 1936, [lire en ligne] ;
- n° 8-9, 1937, [lire en ligne] ;
- n° 10, 1937, [lire en ligne].